# Club Deportivo Mineros de Zacatecas
Il Club Deportivo Mineros de Zacatecas, noto semplicemente come Mineros de Zacatecas, è una società calcistica messicana di Zacatecas. Milita nella Liga de Expansión MX, la seconda divisione del calcio messicano.

## Storia
Nel 2012 l'Estudiantes Tecos fu acquistato dal Grupo Pachuca con l'obiettivo di riportare il club nella massima divisione messicana. Dopo il fallimento dell'obiettivo a causa della sconfitta ai calci di rigore contro l'Leones Negros UdeG, il gruppo decise 
di spostare la società a Zacatecas in modo da non possedere quattro club a Guadalajara. Fu scelta questa città in quanto era da 11 anni che aspettava di ottenere un club professionistico, a partire fallimento dalla Real Sociedad de Zacatecas nel 2003.
Il nome scelto fu Mineros poiché la città di Zacatecas deve la propria esistenza a dei giacimenti minerari scoperti verso la fine del XVI secolo. Lo stato di Zacatecas, infatti, è uno dei principali produttori di oro e argento al mondo.
Alla loro prima stagione terminarono il campionato al secondo posto, perdendo contro il Necaxa nella semifinale dei playoff.
Nel 2020 la società è stata ceduta all'imprenditore Eduardo López Muñoz.

## Rosa 2019-2020
| N. |                     | Ruolo | Calciatore            |
| -- | ------------------- | ----- | --------------------- |
| 1  | Messico (bandiera)  | A     | Jerónimo Amione       |
| 2  | Messico (bandiera)  | D     | Juan Vega             |
| 3  | Messico (bandiera)  | D     | Sergio Flores         |
| 4  | Messico (bandiera)  | D     | Óscar Torres          |
| 5  | Messico (bandiera)  | D     | Omar Mireles          |
| 6  | Messico (bandiera)  | C     | José de Jesús Padilla |
| 7  | Messico (bandiera)  | C     | David Ramírez         |
| 8  | Messico (bandiera)  | C     | Renato Román          |
| 9  | Colombia (bandiera) | A     | Juan Calero           |
| 10 | Messico (bandiera)  | C     | Manuel Pérez          |
| 11 | Messico (bandiera)  | C     | Rodolfo Vilchis       |
| 12 | Messico (bandiera)  | P     | Antonny Monreal       |
| 14 | Messico (bandiera)  | D     | Heriberto Olvera      |
| 16 | Messico (bandiera)  | D     | Ernesto Monreal       |
| 17 | Messico (bandiera)  | C     | Héctor Mascorro       |

| N.  |                    | Ruolo | Calciatore          |
| --- | ------------------ | ----- | ------------------- |
| 19  | Messico (bandiera) | D     | Ernesto Reyes       |
| 20  | Panama (bandiera)  | A     | Roberto Nurse       |
| 21  | Messico (bandiera) | A     | Víctor Mañón        |
| 22  | Uruguay (bandiera) | P     | Franco Torgnascioli |
| 27  | Messico (bandiera) | D     | Hedgardo Marín      |
| 28  | Messico (bandiera) | C     | Erick Sánchez       |
| 29  | Messico (bandiera) | D     | Miguel Velázquez    |
| 30  | Brasile (bandiera) | C     | Lucas Xavier        |
| 31  | Camerun (bandiera) | C     | Patrick Soko        |
| 35  | Messico (bandiera) | C     | Missael Morales     |
| 84  | Messico (bandiera) | D     | Brayam López        |
| 87  | Messico (bandiera) | D     | Néstor Corona       |
| 90  | Messico (bandiera) | A     | Illian Hernández    |
| 107 | Messico (bandiera) | C     | Pedro Pedraza       |